# Philodromus chambaensis
Philodromus chambaensis är en spindelart som beskrevs av Benoy Krishna Tikader 1980. Philodromus chambaensis ingår i släktet Philodromus och familjen snabblöparspindlar. Inga underarter finns listade i Catalogue of Life.